# Plaça d'Ocata
La plaça d'Ocata és una plaça del Masnou (Maresme) situada al barri d'Ocata.
Fou l'emplaçament d'un dels mercats de la vila: el mercat d'Ocata. L'altre era el mercat del Masnou i es trobava a la plaça del Mercat Vell. Les primeres gestions per a la seva obertura comencaren l'any 1853 i les obres de la carnisseria i peixateria queden enllestides el 1873, obra de l'arquitecte Leandre Serrallach. L'any 1873 rebé el nom oficial de plaça d'Ocata. Anteriorment s'havia anomenat també plaça de Fontanills, de Sant Jaume o de Santa Anna. Durant la Segona República es va dir plaça de Pi i Margall i en època franquista plaça General Sanjurjo.

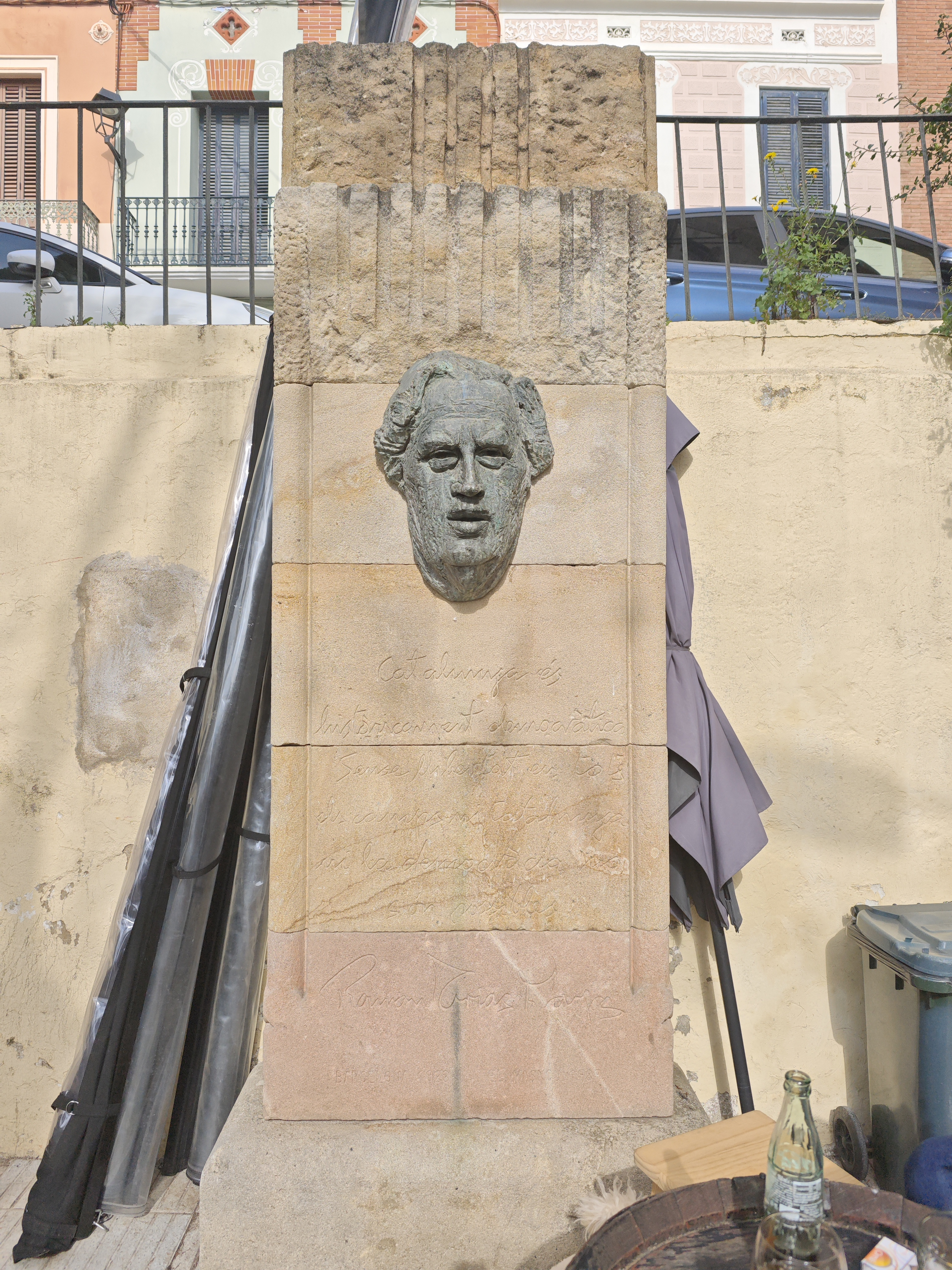
Monument a Ramon Trias Fargas a la Plaça d'Ocata

 El 22 d´octubre de 1989 a la plaça d'Ocata va morir Ramon Trias Fargas, primer president de Convergència Democràtica de Catalunya, d'un atac de cor mentre feia un míting electoral. Al lloc del fet s'hi va construir un monòlit en recordança.
A la plaça, s'hi troba l'accés a les mines d'aigua Cresta i Malet i al refugi antiaeri que es va construir durant la Guerra Civil aprofitant la infraestructura de les galeries subterrànies. L'any 2019 antiga carnisseria de la plaça es va rehabilitar com a centre d'interpretació de la mina d'aigua. A la plaça també hi ha la casa catalogada com a Bé Cultural d'Interès Local anomenada casa a la plaça d'Ocata.
En els darrers temps la plaça d'Ocata ha esdevingut un lloc de trobada i de celebració d'actes socials i culturals del municipi. L'any 2020 per commemorar el centenari del naixement del pintor Pere Pujadas Roig es va estrenar una foto vídeo novel·la de set capítols anomenada Plaça d'Ocata, dirigida per Joan Casellas i Victòria Pujadas.